# TMEM240
TMEM240 (англ. Transmembrane protein 240) – білок, який кодується однойменним геном, розташованим у людей на 1-й хромосомі. Довжина поліпептидного ланцюга білка становить 173 амінокислот, а молекулярна маса — 19 908.
| 10         |  | 20         |  | 30         |  | 40         |  | 50         |
| ---------- |  | ---------- |  | ---------- |  | ---------- |  | ---------- |
| MSMSANTMIF |  | MILGASVVMA |  | IACLMDMNAL |  | LDRFHNYILP |  | HLRGEDRVCH |
| CNCGRHHIHY |  | VIPYDGDQSV |  | VDASENYFVT |  | DSVTKQEIDL |  | MLGLLLGFCI |
| SWFLVWMDGV |  | LHCAVRAWRA |  | GRRYDGSWTW |  | LPKLCSLREL |  | GRRPHRPFEE |
| AAGNMVHVKQ |  | KLYHNGHPSP |  | RHL        |  |            |  |            |

A: Аланін

C: Цистеїн

D: Аспарагінова кислота

E: Глутамінова кислота

F: Фенілаланін

G: Гліцин

H: Гістидин

I: Ізолейцин

K: Лізин

L: Лейцин

M: Метіонін

N: Аспарагін

P: Пролін

Q: Глутамін

R: Аргінін

S: Серин

T: Треонін

V: Валін

W: Триптофан

Кодований геном білок за функцією належить до фосфопротеїнів. 
Локалізований у клітинній мембрані, мембрані, клітинних контактах, синапсах.